# Hala Lotfy
Hala Lotfy est productrice, scénariste et réalisatrice de cinéma égyptienne née au Caire le 3 juillet 1973.

## Biographie
Hala Lotfy est diplômée de la Faculté d'Économie et de Sciences Politiques ainsi que de l'Institut Supérieur du Cinéma du Caire. Elle réalise plusieurs courts métrages de fiction : Une si belle voix ! en 1998, et Prière de ne pas attendre, en 1999. Elle est aussi l'auteur des documentaires : Images d'Eau et de Terre, en 2002, et La sensation du froid, en 2005. Elle réalise par la suite sept documentaires pour la série intitulée Les Arabes de l'Amérique latine de 2005 à 2006 pour Al Jazeera Documentary Channel.
En 2007, elle commence son premier long métrage de fiction Sortir au jour, (Coming Forth by Day). Le projet estsuspendu pendant un certain temps et reprend après la révolution de 2011. Ce film est le seul représentant du cinéma indépendant égyptien au Festival International du Film de Berlin en 2013.
En 2010, Hala Lotfy fonde la société de production indépendante Hassala Productions.

## Prix et distinctions
Son film Sortir au jour (Coming Forth by Day) a remporté les prix suivants :
- Tanit de Bronze Journées cinématographiques de Carthage en 2012, Tunisie.
- Meilleur réalisateur  Alexandria’s Mediterranean Film Festival
- Meilleur réalisateur Official Kazan International Muslim Film Festival
- Meilleur film africain Festival du cinéma d'Afrique, d'Asie et d'Amérique latine de Milan

## Filmographie
- 2012 : Al-khoroug lel-nahar (Coming Forth by Day), long métrage de fiction, 96 min[5]
- 2005-2006 : Les Arabes de l'Amérique latine (Arabs of Latin America), documentaire, 7 × 47 min
- 2005 : La sensation du froid (Feeling Cold), 47 min
- 2001 : Images d'Eau et de Terre (Images of Water and Earth), 26 min
- 2000 : Greeting Pattern, 4 min
- 1999 : Four Scenes, 10 min
- 1999 : Prière de ne pas attendre(No Waiting Please), 8 min
- 1998 : A Rehearsal, 17 min
- 1998 : Une si belle voix ! (That Beautiful Voice), 5 min